# Брюль (Рейнланд)
Брюль (нім. Brühl) — місто в Німеччині, знаходиться в землі Північний Рейн-Вестфалія. Підпорядковується адміністративному округу Кельн. Входить до складу району Райн-Ерфт.
Площа — 36,12 км2. Населення становить 43 673 ос. (станом на 31 грудня 2020).